# Horst Wagner (Diplomat)

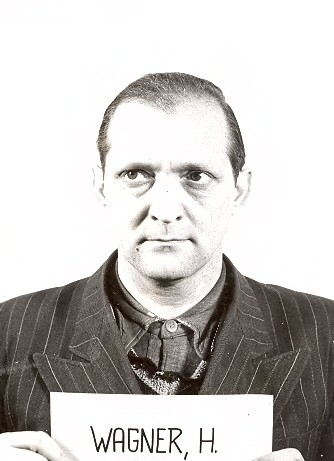
Horst Wagner als Zeuge bei den Nürnberger Prozessen.

Horst Wagner (* 17. Mai 1906 in Posen; † 13. März 1977 in Hamburg) war ein deutscher Diplomat im Dritten Reich. Er wurde vor allem bekannt als Leiter der für „Judenangelegenheiten“ zuständigen Referatsgruppe „Inland II“ im Auswärtigen Amt sowie als Verbindungsmann zwischen dem nationalsozialistischen Reichsaußenminister Joachim von Ribbentrop und dem Reichsführer SS Heinrich Himmler. In diesen Funktionen war Wagner für Judendeportationen und Kriegsverbrechen mitverantwortlich. Er war Mitorganisator der propagandistischen Zurückweisung einer als Feldscher-Aktion bezeichneten Initiative vom Mai 1943 zur Rettung Tausender jüdischer Kinder und gilt als Initiator der Tagung der Judenreferenten in Krummhübel im April 1944. Der strafrechtlichen Verfolgung entzog er sich zunächst durch Flucht nach Südamerika und später durch systematische Verschleppung der gegen ihn anhängigen Strafverfahren.

## Leben und Wirken

### Jugend, Ausbildung und frühe Jahre
Wagners Vater Johannes stammte aus einer Offiziersfamilie und war zum Zeitpunkt der Geburt seines Sohnes Horst Militärbeamter in Posen. Nach dem Besuch eines Realgymnasiums in Berlin-Steglitz, das er 1923 ohne Abitur verließ, begann er ein Volontariat bei der Berliner Exportfirma Neuhof und Jonas, das er bereits nach sechs Monaten beendete. Nachdem ihm von einer Prüfungskommission des Reichserziehungsministeriums nachträglich die Hochschulreife zuerkannt worden war, studierte Wagner Geschichte und Völkerrecht an der Friedrich-Wilhelms-Universität Berlin. Außerdem belegte er einige Kurse an der Deutschen Hochschule für Politik. Eigenen Angaben zufolge studierte Wagner seit 1925 mit Unterbrechungen an der Deutschen Hochschule für Leibesübungen und erwarb dort 1929 ein Diplom, was sein Biograf Sebastian Weitkamp als Fälschung entlarvte. Weiter gab er nach 1945 in einer Vernehmung an, dass er 1936/1937 versucht habe bei einem „Professor Dofi“ (wahrscheinlich Emil Dovifat) seinen Doktor zu machen, was ihm zeitlich jedoch nicht möglich gewesen sei.
In den Jahren 1930 bis 1936 zeichnete Wagner mit dem Namen Horst M. Wagner als Sportjournalist und freier Mitarbeiter für verschiedene Verlage und Zeitungen, unter anderem für Ullstein, das Berliner Tageblatt und Wolffs Telegraphenbüro. In dieser Funktion unternahm er zahlreiche Auslandsreisen, um von sportlichen Wettkämpfen und über die internationalen Sportbeziehungen zu berichten. In einer Vernehmung von 1947 gab er an, damals „wohl mit einer der bekanntesten Namen der Sportpresse“ gewesen zu sein, was von anderen Journalisten in Abrede gestellt wurde. Zudem stellte sich Wagner, obwohl er nur ein drittklassiger Tennisspieler war, „gegen Entgelt als Tennispartner zur Verfügung“. Er lernte beim Tennisclub Rot-Weiß Berlin seine spätere Frau Irmgard kennen; sie heirateten 1935 in Cottbus.
1931 war Wagner zusätzlich für ein Dreivierteljahr beim Reichsausschuss für Leibesübungen angestellt, wo er mit der Bearbeitung von Jahrbüchern und Sportabzeichen befasst war. Um 1935 war Wagner – der Französisch, Englisch und zumindest in Grundzügen Spanisch beherrschte – außerdem für einige Monate in der Abteilung „Ziviler Luftschutz“ des Reichsluftfahrtministeriums als Lektor und Dolmetscher für ausländische Zeitungen tätig.

### Laufbahn im Diplomatischen Dienst des NS-Staates
Seit Anfang 1936 bemühte sich Wagner um eine Anstellung im Auswärtigen Amt, wo er auf die Anwärterliste gesetzt wurde. Ersatzweise bewarb er sich bei der Dienststelle Ribbentrop, dem Auswärtigen Büro der NSDAP, wo er zunächst abgelehnt worden sein will – angeblich weil er weder der Partei noch einer Parteiorganisation angehörte und weil sein Vater Vorstand einer Berliner Freimaurerloge gewesen war.
Im Vorfeld der Olympischen Spiele von 1936 wurde Wagner dann vom Leiter des England-Referats in der Dienststelle Ribbentrop, Karlfried Graf Dürckheim, angeboten, während der Spiele die Betreuung prominenter englischer Gäste zu übernehmen. Nachdem er dieses Angebot angenommen hatte, trat er zum 1. Mai 1936 als Internationaler Sportattaché in das Ribbentrop-Büro ein. Da er während der Olympischen Spiele erfolgreich bekannte englische Persönlichkeiten wie Lord Beaverbrook betreut hatte, blieb Wagner auch anschließend als Begleiter für englische Gäste im Büro tätig. Später wurde er im Referat England und im für Presse- und Archivarbeiten zuständigen Hauptreferat VI beschäftigt. In seiner Nürnberger Vernehmung vom 19. Juni 1947 gab Wagner hierzu an, er sei 1937 beauftragt worden, „die deutsch-englischen Hefte zu gründen und als Hauptschriftleiter zu leiten“, eine zweisprachige Zeitschrift der Dienststelle Ribbentrop in Zusammenarbeit mit der Britischen Botschaft in Berlin, die, so Wagner, „von mir herausgegeben im deutschen Verlag für Deutschland bestimmt“ gewesen sei. Sechs Ausgaben dieser Zeitschrift seien erschienen. Sein Biograph Sebastian Weitkamp erwähnt in diesem Zusammenhang nur, Wagner habe Mitte 1937 versucht, die Leitung der Deutsch-Englischen Gesellschaft zu übernehmen. Dieser Versuch sei aber gescheitert.
Nach der Ernennung Ribbentrops zum Reichsaußenminister am 4. Februar 1938 folgte Wagner diesem im Februar 1938 ins Auswärtige Amt, wo er zunächst als Wissenschaftlicher Hilfsarbeiter in der Protokollabteilung unter Alexander von Dörnberg tätig war. Seine Aufgaben dort umfassten unter anderem die Vorbereitung von Staatsempfängen, Danksagungen, Einladungen, Geschenk-Angelegenheiten, Glückwunschtelegramme. 1939 wurde Wagner dem Persönlichen Stab des Reichsaußenministers zugeteilt. In dieser Position wurde er 1940 zum Legationsrat, 1943 zum Vortragenden Legationsrat ernannt. Von 1940 bis 1945 war Wagner zudem mit der Leitung des zum Auswärtigen Amt gehörenden Gestüts Wiesenhof beauftragt. Im Rahmen dieser Tätigkeit gehörte es zu seinen Aufgaben, im besetzten Teil Frankreichs Reitpferde für den Reichsaußenminister zu beschaffen und dem Gestüt zuzuführen.

#### „Verbindungsführer“ zwischen Ribbentrop und Himmler
Wagner trat 1937 in die NSDAP (Mitgliedsnummer 5.387.042) ein, nachdem er im Jahr zuvor in die SS aufgenommen worden war (SS-Nummer 276.847), wo er am 1. Januar 1944 zum SS-Standartenführer aufstieg. Während Wagner gegenüber seinem Trauzeugen und seiner Frau als Motivation für seinen Dienst im Auswärtigen Amt angab, es sei schon immer sein Ideal gewesen, Diplomat zu werden, sieht sein Biograph Weitkamp ihn eher als Opportunisten, der mit seinem Anschluss an Ribbentrop unter allen Umständen und mit größtem Anpassungsverhalten seine letzte berufliche Chance ergreifen wollte. Seine mangelnden beruflichen Qualifikationen habe er durch zuverlässige Gefolgschaft zur NS-Ideologie auszugleichen versucht und sich durch seine „Zugehörigkeit zu einer NS-Organisation, insbesondere zur aufstrebenden SS, einen bedeutsamen Karriereschub“ versprochen.
Wagner fungierte bis Kriegsende als Leiter der Gruppe „Inland II“ des Auswärtigen Amtes, in der vier, ab Spätsommer 1944 fünf Referate zusammengefasst wurden. Die Aufgaben dieser Referate reichten von der Rekrutierung volksdeutscher „Freiwilliger“ für die Waffen-SS in Südosteuropa und der Steuerung der Institution von Polizeiattachés an den Gesandtschaften über den Einbau ausgewählter SD-Agenten und Judenreferenten in diplomatische Missionen bis hin zur diplomatischen Absicherung der Vorbereitung und Durchführung antijüdischer Maßnahmen in Südosteuropa, ab 1944 vor allem in Ungarn. Zudem wurde er im April/Mai 1943 zunächst von Ribbentrop zum Verbindungsführer des Auswärtigen Amtes zur SS berufen und dann im Gegenzug von Himmler zu seinem alleinigen Verbindungsführer zum Auswärtigen Amt bestimmt. Wagners auf dieser doppelten Beauftragung basierende Verbindungstätigkeit bestand vor allem in der wechselseitigen Übermittlung und Koordination der Wünsche und Anregungen Himmlers bzw. Ribbentrops sowie in der Durchsetzung der zwischen beiden Ressortchefs abgestimmten außenpolitischen und judenfeindlichen Maßnahmen.

#### „Feldscher-Aktion“ 1943 und Tagung der „Judenreferenten“ in Krummhübel 1944
Als der Schweizer Gesandte Peter Anton Feldscher am 12. Mai 1943 im Auftrag der britischen Regierung beim Auswärtigen Amt anfragte, ob Bereitschaft bestünde, 5000 jüdische Kinder aus dem deutschen Herrschaftsbereich nach Palästina ausreisen zu lassen, ließ Wagner von dem ihm unterstellten Judenreferenten des Auswärtigen Amtes Eberhard von Thadden für die Gruppe Inland II eine von ihm selbst unterstützte und von verschiedenen Abteilungsleitern des Auswärtigen Amtes gebilligte propagandistische Zurückweisung dieses Rettungsversuches ausarbeiten, der im Amtsjargon als Feldscher-Aktion bezeichnet wurde.

Laut Urteilstext des Wilhelmstraßen-Prozesses vom 11. April 1949 unterschrieb Wagner eine auf den 25. Juni 1943 datierte und von Thadden verfasste Denkschrift, die als Grundlage für die spätere propagandistische Zurückweisung diente. Danach sollte sich: 

„England […] bereit erklären, die Juden nach England anstatt nach Palästina einreisen zu lassen, und solle diese Bereitschaft durch einen entsprechenden Beschluss des Unterhauses beweisen; es sei zu erwarten, dass die Engländer diese Forderungen nicht erfüllen würden, und dann würde die Verantwortung auf ihnen lasten; sollte aber England unerwarteterweise zustimmen, dann werde sich dieser Vorgang propagandistisch auswerten lassen und Deutschland Gelegenheit geben, den Austausch von Juden gegen internierte Deutsche vorzuschlagen.“

Ende 1943 beauftragte Ribbentrop Wagner mit dem Aufbau einer zentralen antijüdischen Propagandastelle im Auswärtigen Amt, die zunächst als „Informationsstelle X“ gegründet, schließlich als „Informationsstelle XIV (Antijüdische Auslandsaktion)“ fungierte. In ihr arbeiteten als Vertreter des Reichssicherheitshauptamtes SS-Hauptsturmführer Heinz Ballensiefen und SS-Untersturmführer Georg Heuchert mit. Wagner bestimmte Rudolf Schleier, der vorher an der deutschen Botschaft Paris tätig gewesen war, zu seinem Vertreter für die Leitung dieser „Informationsstelle“, welche die „antijüdische Propaganda im Ausland zentral leiten“ sollte, unter anderem mittels zentraler Sammlung und Verteilung antijüdischer Texte, dem Aufbau eines „Jüdischen und Antijüdischen Archivs des Auswärtigen Amtes“ sowie der Planung entsprechender Tagungen.

Im Januar 1944 schlug Wagner vor, eine Arbeitstagung einzuberufen, an der die Judenreferenten der Auslandsmissionen des Auswärtigen Amtes und die „Arisierungsberater“ der SS teilnehmen sollten, um ihre Kooperation zu verbessern, denn es stelle sich, so Wagner, die 

„Notwendigkeit einer verstärkten Arbeit, insbesondere auf dem Gebiet der Auslandsinformation hinsichtlich der Judenfrage.“

Er erbat die Zustimmung Ribbentrops zu seinem Vorschlag, die dieser erteilte, so dass

„Wagner damit als Initiator der Tagung gelten [kann], die die Ziele verfolgte, die Arbeit der ‚Arisierungsberater‘ mit den Propagandaaktionen zu koordinieren und zu optimieren sowie die neue Einheit als Hilfsinstrument zwischen SS und AA zu etablieren.“

Die Tagung fand am 3. und 4. April in dem niederschlesischen Ort Krummhübel als Auftakt für eine „Antijüdische Aktionsstelle“ oder „Antijüdische Auslandsaktion“ statt. Franz Alfred Six forderte hier die „physische Beseitigung der Ostjuden“, wie Thadden protokollierte. Weitere bekannte Teilnehmer der Aktion waren Harald Leithe-Jasper, Adolf Mahr, Gustav Richter, Heinz Ballensiefen, Hans-Otto Meissner als Konsul in Italien, Peter Klassen, Paris und Hans Hagemeyer.

#### Verbrechen gegen amerikanische Kriegsgefangene und den französischen General Mesny
Nach einem Bericht der Berliner Zeitung wurden im Jahr 2010 Stasi-Unterlagen aus den 1970er Jahren gefunden, die Wagner erheblich belasten: Demnach hatte er an Kriegsverbrechen gegen amerikanische Kriegsgefangene mitgewirkt, indem er auf Wunsch Ribbentrops deren völkerrechtswidrige Verurteilung zum Tode in die Wege leitete. Wagner vermerkte für Ribbentrop am 31. Dezember 1944:

„Im Zusammenhang mit der Verurteilung von 15 deutschen Kriegsgefangenen durch amerikanische Kriegsgerichte wegen ihres Vorgehens gegen Mitgefangene hat der Führer den Vorschlag des Herrn RAM (Reichsaußenminister Joachim von Ribbentrop) genehmigt, sofort die Verurteilung einer entsprechenden Anzahl amerikanischer Kriegsgefangener zur Todesstrafe herbeizuführen.“

Wagners Bericht zufolge seien vom 28. bis zum 30. Dezember 1944 bereits zehn US-Soldaten zum Tode verurteilt worden, ein weiteres Todesurteil liege vor. Drei Tage später war Ribbentrops Wunsch vollständig erfüllt, dank des Einsatzes der verantwortlichen Beamten, die für das Kriegsverbrechen sogar ihren Weihnachtsurlaub unterbrochen hatten. Wagner bat Ribbentrop am 3. Januar 1945 zufrieden um eine Belobigung:

„Bei der auf Anweisung des Herrn RAM […] herbeigeführten Verurteilung von amerikanischen Kriegsgefangenen haben sich verschiedene Herren […] unter Zurückstellung von ursprünglichen juristischen Bedenken besondere Verdienste erworben[.]“

Ribbentrop schlug vor, den Verantwortlichen sollten „gelegentlich […] einige anerkennende Worte […] im Namen des Herrn RAM mündlich in geeignet erscheinender Weise“ ausgesprochen werden.
Als persönlicher Verbindungsmann Himmlers und Ribbentrops war Wagner an den Planungen zur Ermordung des französischen Generals Gustave Mesny beteiligt, der sich in deutscher Kriegsgefangenschaft befand. Die Ermordung eines französischen Generals wurde von Adolf Hitler gefordert, nachdem im Oktober 1944 der deutsche General Fritz von Brodowski, einer der Verantwortlichen für das Massaker von Oradour, unter ungeklärten Umständen in französischer Kriegsgefangenschaft von der FFI bei einem Fluchtversuch erschossen worden war. In Kooperation zwischen Reichssicherheitshauptamt, dem Chef des Kriegsgefangenenwesens und dem Auswärtigen Amt wurde Mesny als Opfer ausgewählt und während eines Transports bei einer fingierten Autopanne von SS-Leuten erschossen. Wagner sorgte im Auftrag Ribbentrops zusammen mit der Rechtsabteilung des Auswärtigen Amtes dafür, dass das Verbrechen so geplant wurde, dass es notfalls völkerrechtlich kaschiert werden konnte.

### Nachkriegszeit
Zum Ende des Zweiten Weltkriegs wurde Wagner zusammen mit einigen anderen Diplomaten im österreichischen Bad Gastein von amerikanischen Truppen festgesetzt und mittels Sammeltransport in ein Gefängnis nach Salzburg gebracht. Aufgrund des Systems des Automatischen Arrests für Funktionsträger aus Partei und Staat wurde er „in die amerikanische Besatzungszone verlegt“ und schließlich „nach einer Odyssee durch alliierte Lager am 28. August 1946 nach Nürnberg gebracht“. In der Nürnberger Haft lernte Wagner 1947, so der Historiker Ernst Piper, die als „wichtige Zeugin im Prozess gegen das SS-Rasse- und Siedlungshauptamt“ festgehaltene Emilie Edelmann kennen, mit der er bis 1954 eine Liebesbeziehung pflegte. Deren Tochter, die Schriftstellerin Gisela Heidenreich, hat in einer Mischung von realer Spurensuche und literarischer Darstellung die Geschichte Wagners als NS-Täter und Geliebter ihrer Mutter dargestellt.
Da Aktenfunde nach dem Krieg den Anteil der leitenden Beamten des Auswärtigen Amtes und insbesondere von Wagners Referatsgruppe „Inland II“ an den Verfolgungsmaßnahmen gegen die europäischen Juden offenbarten, sollte gegen ihn im Wilhelmstraßen-Prozess Anklage erhoben werden. Als die Liste der Angeklagten um Mitglieder anderer Dienststellen mit Sitz in der Wilhelmstraße erweitert wurde, strich man Wagners Namen. Stattdessen wurde er nun als Zeuge geführt und von Robert Kempner vernommen. In erster Linie wurde er zur Ermordung General Mesnys befragt und gab Himmler, Hitler und Ribbentrop die Schuld. Zu seiner Rolle als Leiter der Gruppe Inland II bei den Judenverfolgungen verhört, „charakterisierte er sich selbst als Postboten, der nur Mitteilungen überbracht habe“.
In den Zeugenstand des Wilhelmstraßen-Prozesses trat Wagner am 3. März 1948. Kempner erhoffte sich aufgrund dessen genauer Kenntnisse des Vorgangs eine belastbare Aussage Wagners gegen den Angeklagten Karl Ritter, Botschafter zur besonderen Verwendung beim Auswärtigen Amt. Ritter wurde im Unterschied zu Wagner wegen seiner Beteiligung an den Planungen zur Ermordung Mesnys angeklagt, da er für „die Überwachung der Ausführung des Mordauftrages“ verantwortlich war. Doch Wagner erwies sich als Zeuge der Anklage wertlos. Hingegen gelang es Ritters Verteidiger Erich Schmidt-Leichner in dieser Sache, „Wagner als den eigentlich Verantwortlichen darzustellen“.
Um Weihnachten 1947 wurde Wagner in das Internierungslager Nürnberg-Langwasser verlegt, in dem auch Personen festgehalten wurden, die später der deutschen Justiz überstellt werden sollten. Für solche Fälle von zu erwartenden Prozessen, welche die Amerikaner nicht mehr unter eigener Regie durchführen wollten, gründeten sie im Rahmen ihrer Ermittlungsbehörde Office of Chief of Counsel For War Crimes (OCCWC) eine Überleitungsabteilung mit der Bezeichnung Special Projects Division, mit der sie noch ausstehende Verfahren in deutsche Zuständigkeiten überführen wollten. Dabei wurde Wagner unter den voraussichtlich künftig Anzuklagenden in der „höchsten Gruppe A“ geführt. Im Juli 1948 stellte ein Bericht der „Special Projects Division“ fest, dass sich Wagner und Thadden bei den Judendeportationen aus der Slowakei, Kroatien, Bulgarien, Ungarn, Rumänien und den Niederlanden strafbar gemacht hatten, weil sie „die SS-Maßnahmen vollauf gebilligt“ hätten. Am 11. August 1948 ermächtigte das OMGUS die deutschen Gerichte, in der Strafsache gegen Franz Rademacher, Wagner, von Thadden und Karl Klingenfuß die Gerichtsbarkeit auszuüben. Wagner floh am 25. August 1948 „aus dem schwach bewachten Lager“, gelangte über eine der Rattenlinien nach Italien und schließlich nach Südamerika.
1952 kehrte Wagner unter falschem Namen als Korrespondent argentinischer Zeitungen nach Italien zurück. Nach seiner Enttarnung wurde ihm dort der Prozess gemacht; ein italienischer Appellationsgerichtshof entschied 1958, ihn nicht an Deutschland auszuliefern. Ende 1958 kam er freiwillig in die Bundesrepublik. Eine gerichtliche Voruntersuchung in Essen begann. Wagner saß rund 15 Monate in Haft, bis im März 1960 das Oberlandesgericht Hamm ihn gegen Kaution entließ. Die Anklageschrift der Staatsanwaltschaft Essen (AZ 29 Ks 4/67) datiert 22. Februar 1967. Der erste Tag der Hauptverhandlung war für den 20. Mai 1968 beim Landgericht Essen terminiert; es wurde Anklage gegen ihn wegen Beihilfe zum Mord an 356.624 Juden erhoben. Ein Prozess gegen den anfänglich von Ernst Achenbach verteidigten Wagner kam nicht zustande: Achenbach legte, nachdem eine Verschiebung des Verfahrens nicht gelang, als „einkalkulierte Notbremse“ am 8. Mai 1968 das Mandat nieder und Wagners neue Rechtsvertreter Hans Laternser und Fritz Steinacker mussten sich in die Akten einarbeiten. Nach Laternsers plötzlichem Tod übernahm Fritz Steinacker, der noch in einem anderen NS-Verfahren beschäftigt war, alleine die 20 Bände Akten und 20.000 Dokumente. Immer neue Krankmeldungen – bestätigt unter anderem durch Gutachten des Hamburger Psychiaters Hans Bürger-Prinz – verschleppten das Verfahren, bis es 1974 wegen Verhandlungsunfähigkeit des Angeklagten vorläufig eingestellt wurde. Ein Ende fand es mit Wagners Tod am 13. März 1977. Der Nürnberger Ankläger Robert Kempner, der an diesem Verfahren gegen Wagner als Nebenkläger beteiligt war, schrieb im Rückblick 1978 an den damaligen Bundesjustizminister Hans-Jochen Vogel:

„Diese Akte ist geradezu ein Lehrbuch dafür, wie durch jahrelange Eingaben ein Verfahren hingehalten werden kann, um dann mit einem Krankheitsattest zu enden.“